# Noord-Amerikaans kampioenschap voetbal vrouwen 2022 (kwalificatie)
Het kwalificatietoernooi voor het Noord-Amerikaans kampioenschap voetbal vrouwen 2022, ook bekend als CONCACAF W Qualifiers, vindt tussen 16 februari en 12 april 2022 plaats. Er doen 30 landen mee aan het kwalificatietoernooi, waarvan er zes landen zich kunnen kwalificeren voor het eindtoernooi. Omdat Canada en de Verenigde Staten de hoogste rangschikking hebben op de FIFA-wereldranglijst, ontvingen deze landen een bye en zijn ze automatisch geplaatst.
Het eindtoernooi dient ook als kwalificatietoernooi voor het wereldkampioenschap voetbal vrouwen 2023 in Australië en Nieuw-Zeeland en het voetbaltoernooi op de Olympische Zomerspelen 2024 in Frankrijk.

## Deelnemende landen
Van de CONCACAF-leden kwamen er 39 landen in aanmerking voor deelname aan het toernooi. Canada en de Verenigde Staten hadden zich automatisch gekwalificeerd, omdat zij de hoogste rangschikking hadden op de FIFA-wereldranglijst van augustus 2020. In totaal meldden 30 landen zich aan voor het kwalificatietoernooi.
| Automatisch gekwalificeerd  | Landen die meedoen aan het kwalificatietoernooi |
| --------------------------- | --- |
| - Canada - Verenigde Staten | - Amerikaanse Maagdeneilanden - Anguilla - Antigua en Barbuda - Aruba - Barbados - Belize - Bermuda - Britse Maagdeneilanden - Costa Rica - Cuba - Curaçao - Dominica - Dominicaanse Republiek - El Salvador - Grenada - Guatemala - Guyana - Haïti - Honduras - Jamaica - Kaaimaneilanden - Mexico - Nicaragua - Panama - Puerto Rico - Saint Kitts en Nevis - Saint Vincent en de Grenadines - Suriname - Trinidad en Tobago - Turks- en Caicoseilanden |

Noot
- Vetgedrukte landen hebben zich gekwalificeerd voor het eindtoernooi.

| - Bahama's - Bonaire - Frans-Guyana - Guadeloupe - Martinique - Montserrat - Saint Lucia - Sint-Maarten - Sint Maarten |

## Opzet
Het kwalificatietoernooi vindt tussen februari en april 2022 plaats. De 30 CONCACAF-landen werden verdeeld over zes groepen van vijf landen en spelen twee thuis- en uitwedstrijden in een halve competitie. Als er zich meer dan 30 landen hadden ingeschreven voor het toernooi, dan had er een voorronde vooraf aan de groepsfase plaatsgevonden. Omdat er zich maar 30 landen inschreven was dit niet nodig. De zes groepswinnaars van elke groep plaatsen zich voor het eindtoernooi.

## Gekwalificeerde landen
| Land               | Gekwalificeerd als         | Datum kwalificatie | Vorige deelnames CONCACAF W Championship1                       |
| ------------------ | -------------------------- | ------------------ | --------------------------------------------------------------- |
| Canada             | Automatisch gekwalificeerd | 10 december 2020   | 9 (1991, 1993, 1994, 1998, 2000, 2002, 2006, 2010, 2018)        |
| Verenigde Staten   | Automatisch gekwalificeerd | 10 december 2020   | 9 (1991, 1993, 1994, 2000, 2002, 2006, 2010, 2014, 2018)        |
| Mexico             | Winnaar Groep A            | 12 april 2022      | 9 (1991, 1994, 1998, 2000, 2002, 2006, 2010, 2014, 2018)        |
| Costa Rica         | Winnaar Groep B            | 12 april 2022      | 7 (1991, 1998, 2000, 2002, 2010, 2014, 2018)                    |
| Jamaica            | Winnaar Groep C            | 12 april 2022      | 6 (1991, 1994, 2002, 2006, 2014, 2018)                          |
| Panama             | Winnaar Groep D            | 12 april 2022      | 3 (2002, 2006, 2018)                                            |
| Haïti              | Winnaar Groep E            | 12 april 2022      | 5 (1991, 1998, 2002, 2010, 2014)                                |
| Trinidad en Tobago | Winnaar Groep F            | 12 april 2022      | 10 (1991, 1993, 1994, 1998, 2000, 2002, 2006, 2010, 2014, 2018) |

1 Vetgedrukt betekent kampioen, schuingedrukt betekent gastland.

## Groepsfase

### Groep A
| Pos | Team               | Wed | W | G | V | Ptn | DV | DT | +/− | Kwalificatie                    |        | Vlag van Mexico | Vlag van Puerto Rico | Vlag van Suriname | Vlag van Antigua en Barbuda | Vlag van Anguilla |
| --- | ------------------ | --- | - | - | - | --- | -- | -- | --- | ------------------------------- | ------ | --------------- | -------------------- | ----------------- | --------------------------- | ----------------- |
| 1   | Mexico             | 4   | 4 | 0 | 0 | 12  | 34 | 0  | +34 | Geplaatst voor het eindtoernooi |        |                 | 6 – 0                | 9 – 0             |                             |                   |
| 2   | Puerto Rico        | 4   | 3 | 0 | 1 | 9   | 15 | 6  | +9  |                                 |        |                 |                      | 2 – 0             | 4 – 0                       |                   |
| 3   | Suriname           | 4   | 2 | 0 | 2 | 6   | 10 | 12 | −2  |                                 |        |                 |                      | 5 – 1             | 5 – 0                       |                   |
| 4   | Antigua en Barbuda | 4   | 1 | 0 | 3 | 3   | 2  | 17 | −15 |                                 | 0 – 8  |                 |                      |                   | 1 – 0                       |                   |
| 5   | Anguilla           | 4   | 0 | 0 | 4 | 0   | 0  | 26 | −26 |                                 | 0 – 11 | 0 – 9           |                      |                   |                             |                   |

|                                |                                            |                                  |                    |                                                                    |
| 16 februari 2022 19:00 (UTC−4) | Puerto Rico                                | 4 – 0                            | Antigua en Barbuda | Mayagüez Atletiekstadion, Mayagüez Scheidsrechter: Odette Hamilton |
| 16 februari 2022 19:00 (UTC−4) | C. Torres 15', 45' Suárez 22' Socarrás 51' | Verslag (FIFA) Report (CONCACAF) |                    | Mayagüez Atletiekstadion, Mayagüez Scheidsrechter: Odette Hamilton |

|                                | |                                  |          |                                                                                 |
| 17 februari 2022 20:00 (UTC−6) | Mexico | 9 – 0                            | Suriname | Estadio Universitario, San Nicolás de los Garza Scheidsrechter: Myriam Marcotte |
| 17 februari 2022 20:00 (UTC−6) | Mayor 9' Martínez 24', 33' Ondaan 45+2' (e.d.) García 48' Bernal 62' Jaramillo 75' Reyes 88' Cervantes 89' | Verslag (FIFA) Report (CONCACAF) |          | Estadio Universitario, San Nicolás de los Garza Scheidsrechter: Myriam Marcotte |

|                                |          |                                  | |                                                                                   |
| 19 februari 2022 18:00 (UTC−4) | Anguilla | 0 – 9                            | Puerto Rico                                                                                               | Raymond E. Guishard Technical Centre, The Valley Scheidsrechter: Francia González |
| 19 februari 2022 18:00 (UTC−4) |          | Verslag (FIFA) Report (CONCACAF) | 7' (e.d.) S. Richardson 37', 57', 64', 71' Socarrás 39' (e.d.) Carty 42', 90+1' Driesse 75' (pen.) Suárez | Raymond E. Guishard Technical Centre, The Valley Scheidsrechter: Francia González |

|                                |                    |                                  | | |
| 20 februari 2022 17:00 (UTC−4) | Antigua en Barbuda | 0 – 8                            | Mexico                                                                                               | Estadio Olímpico Félix Sánchez, Santo Domingo (Dominicaanse Republiek) Scheidsrechter: Ekaterina Koroleva |
| 20 februari 2022 17:00 (UTC−4) |                    | Verslag (FIFA) Report (CONCACAF) | 24', 33' (pen.) Mayor 27' Bernal 43' Cervantes 61' Martínez 64' Reyes 76' Jaramillo 90+6' Delgadillo | Estadio Olímpico Félix Sánchez, Santo Domingo (Dominicaanse Republiek) Scheidsrechter: Ekaterina Koroleva |

|                                |                                                            |                                  |          |                                                                             |
| 22 februari 2022 19:00 (UTC−3) | Suriname                                                   | 5 – 0                            | Anguilla | Dr. Ir. Franklin Essed Stadion, Paramaribo Scheidsrechter: Mayary Cartagena |
| 22 februari 2022 19:00 (UTC−3) | Van Ommeren 25', 38', 49' Lantveld 57' Banarsie 61' (pen.) | Verslag (FIFA) Report (CONCACAF) |          | Dr. Ir. Franklin Essed Stadion, Paramaribo Scheidsrechter: Mayary Cartagena |

|                            |                    |                                  |          |                                                                    |
| 6 april 2022 16:00 (UTC−4) | Antigua en Barbuda | 1 – 0                            | Anguilla | Sir Vivian Richards Stadium, Antigua Scheidsrechter: Natalie Simon |
| 6 april 2022 16:00 (UTC−4) | Jacobs 27'         | Verslag (FIFA) Report (CONCACAF) |          | Sir Vivian Richards Stadium, Antigua Scheidsrechter: Natalie Simon |

|                            |                          |                                  |          |                                                                   |
| 8 april 2022 15:45 (UTC−4) | Puerto Rico              | 2 – 0                            | Suriname | Mayagüez Atletiekstadion, Mayagüez Scheidsrechter: Marjorie Ponce |
| 8 april 2022 15:45 (UTC−4) | Driesse 17' Aguilera 66' | Verslag (FIFA) Report (CONCACAF) |          | Mayagüez Atletiekstadion, Mayagüez Scheidsrechter: Marjorie Ponce |

|                            |          |                                  | |                                                                              |
| 9 april 2022 16:00 (UTC−5) | Anguilla | 0 – 11                           | Mexico                                                                                               | Raymond E. Guishard Technical Centre, The Valley Scheidsrechter: Mirian León |
| 9 april 2022 16:00 (UTC−5) |          | Verslag (FIFA) Report (CONCACAF) | 3', 9', 56' Cervantes 15' Reyes 39' Mayor 53' Montero 57', 68' Ordóñez 63' López 75' (pen.) Martínez | Raymond E. Guishard Technical Centre, The Valley Scheidsrechter: Mirian León |

|                             |                                                                                    |                                  |                             |                                                                           |
| 12 april 2022 19:00 (UTC−3) | Suriname                                                                           | 5 – 1                            | Antigua en Barbuda          | Dr. Ir. Franklin Essed Stadion, Paramaribo Scheidsrechter: Melissa Borjas |
| 12 april 2022 19:00 (UTC−3) | Van Ommeren 27' (pen.) Lantveld 34' (pen.) Patra 36' Ondaan 68' Pique 90+4' (pen.) | Verslag (FIFA) Report (CONCACAF) | 25' James 84' (pen.) Jacobs | Dr. Ir. Franklin Essed Stadion, Paramaribo Scheidsrechter: Melissa Borjas |

|                             |                                                                       |                                  |             |                                                              |
| 12 april 2022 20:00 (UTC−5) | Mexico                                                                | 6 – 0                            | Puerto Rico | Estadio Nemesio Díez, Toluca Scheidsrechter: Marianela Araya |
| 12 april 2022 20:00 (UTC−5) | Ovalle 13', 51' Martínez 15' Delgadillo 19' Ordóñez 55' Sánchez 90+1' | Verslag (FIFA) Report (CONCACAF) |             | Estadio Nemesio Díez, Toluca Scheidsrechter: Marianela Araya |

### Groep B
| Pos | Team                        | Wed | W | G | V | Ptn | DV | DT | +/− | Kwalificatie                    |       | Vlag van Costa Rica | Vlag van Saint Kitts en Nevis | Vlag van Guatemala | Vlag van Curaçao | Vlag van Amerikaanse Maagdeneilanden |
| --- | --------------------------- | --- | - | - | - | --- | -- | -- | --- | ------------------------------- | ----- | ------------------- | ----------------------------- | ------------------ | ---------------- | ------------------------------------ |
| 1   | Costa Rica                  | 4   | 4 | 0 | 0 | 12  | 22 | 0  | +22 | Geplaatst voor het eindtoernooi |       |                     | 7 – 0                         | 5 – 0              |                  |                                      |
| 2   | Saint Kitts en Nevis        | 4   | 3 | 0 | 1 | 9   | 13 | 9  | +4  |                                 |       |                     |                               |                    | 5 – 1            | 6 – 0                                |
| 3   | Guatemala                   | 4   | 2 | 0 | 2 | 6   | 16 | 7  | +9  |                                 |       | 1 – 2               |                               |                    | 9 – 0            |                                      |
| 4   | Curaçao                     | 4   | 1 | 0 | 3 | 3   | 2  | 15 | −13 |                                 | 0 – 4 |                     | 0 – 6                         |                    |                  |                                      |
| 5   | Amerikaanse Maagdeneilanden | 4   | 0 | 0 | 4 | 0   | 0  | 22 | −22 |                                 | 0 – 6 |                     |                               | 0 – 1              |                  |                                      |

|                                |                                                                                           |                                  |                             |                                                       |
| 16 februari 2022 11:00 (UTC−6) | Guatemala                                                                                 | 9 – 0                            | Amerikaanse Maagdeneilanden | Estadio Pensativo, Antigua Scheidsrechter: Tori Penso |
| 16 februari 2022 11:00 (UTC−6) | Ramírez 25', 43' Álvarez 44', 50' Solórzano 49', 66' Texaj 56' Monterroso 70' Herrera 79' | Verslag (FIFA) Report (CONCACAF) |                             | Estadio Pensativo, Antigua Scheidsrechter: Tori Penso |

|                                | |                                  |                      |                                                              |
| 17 februari 2022 19:00 (UTC−6) | Costa Rica                                                                                                  | 7 – 0                            | Saint Kitts en Nevis | Estadio Nacional, San José Scheidsrechter: Diana Pérez Borja |
| 17 februari 2022 19:00 (UTC−6) | Benavides 16', 54' P. Chinchilla 45' Venegas 45+3' R. Rodríguez 58' G. Villalobos 60' Alvarado 90+7' (pen.) | Verslag (FIFA) Report (CONCACAF) |                      | Estadio Nacional, San José Scheidsrechter: Diana Pérez Borja |

|                                |                  |                                  |                                                                             |                                                                           |
| 19 februari 2022 18:00 (UTC−4) | Curaçao          | 0 – 6                            | Guatemala                                                                   | Rignaal Jean Francisca Stadion, Willemstad Scheidsrechter: Karitza Guerra |
| 19 februari 2022 18:00 (UTC−4) | Michiel 30', 30' | Verslag (FIFA) Report (CONCACAF) | 8' G. Aguilar 32', 40' Monterroso 63' Álvarez 84' (pen.) Cruz 89' Contreras | Rignaal Jean Francisca Stadion, Willemstad Scheidsrechter: Karitza Guerra |

|                                |                             |                                  |                                                                                    |                                                                      |
| 20 februari 2022 17:00 (UTC−4) | Amerikaanse Maagdeneilanden | 0 – 6                            | Costa Rica                                                                         | Bethlehem Voetbalstadion, Christiansted Scheidsrechter: Katia García |
| 20 februari 2022 17:00 (UTC−4) |                             | Verslag (FIFA) Report (CONCACAF) | 5' (pen.) Alvarado 17', 44' R. Rodríguez 24' Venegas 65' Herrera 69' F. Villalobos | Bethlehem Voetbalstadion, Christiansted Scheidsrechter: Katia García |

|                                |                                                     |                                  |           | |
| 22 februari 2022 19:00 (UTC−4) | Saint Kitts en Nevis                                | 5 – 1                            | Curaçao   | Estadio Olímpico Félix Sánchez, Santo Domingo (Dominicaanse Republiek) Scheidsrechter: Mirian León |
| 22 februari 2022 19:00 (UTC−4) | Stokes 2' Browne 7' Lawrence 23', 56' Claxton 90+3' | Verslag (FIFA) Report (CONCACAF) | 5' Hansen | Estadio Olímpico Félix Sánchez, Santo Domingo (Dominicaanse Republiek) Scheidsrechter: Mirian León |

|                            |                             |                                  |            |                                                                               |
| 6 april 2022 16:00 (UTC−4) | Amerikaanse Maagdeneilanden | 0 – 1                            | Curaçao    | Bethlehem Voetbalstadion, Christiansted Scheidsrechter: Carissa Douglas-Jacob |
| 6 april 2022 16:00 (UTC−4) |                             | Verslag (FIFA) Report (CONCACAF) | 23' Tokaay | Bethlehem Voetbalstadion, Christiansted Scheidsrechter: Carissa Douglas-Jacob |

|                            |           |                                  |                                        |                                                                 |
| 8 april 2022 15:00 (UTC−6) | Guatemala | 1 – 2                            | Saint Kitts en Nevis                   | Estadio Pensativo, Antigua Scheidsrechter: Priscila Pérez Borja |
| 8 april 2022 15:00 (UTC−6) | Cruz 49'  | Verslag (FIFA) Report (CONCACAF) | 20' (pen.) Bailey-Williams 71' Claxton | Estadio Pensativo, Antigua Scheidsrechter: Priscila Pérez Borja |

|                            |         |                                  |                                              |                                                                                |
| 9 april 2022 19:00 (UTC−4) | Curaçao | 0 – 4                            | Costa Rica                                   | Rignaal Jean Francisca Stadion, Willemstad Scheidsrechter: Carly Shaw-MacLaren |
| 9 april 2022 19:00 (UTC−4) |         | Verslag (FIFA) Report (CONCACAF) | 22', 28', 64' R. Rodríguez 57' P. Chinchilla | Rignaal Jean Francisca Stadion, Willemstad Scheidsrechter: Carly Shaw-MacLaren |

|                             |                                                                               |                                  |                             |                                                                 |
| 12 april 2022 16:00 (UTC−4) | Saint Kitts en Nevis                                                          | 6 – 0                            | Amerikaanse Maagdeneilanden | Warner Park Stadium, Basseterre Scheidsrechter: Neressa Goldson |
| 12 april 2022 16:00 (UTC−4) | Stokes 21' C. Uddenberg 51' Springer 57' Claxton 65' Browne 77' (pen.), 90+3' | Verslag (FIFA) Report (CONCACAF) |                             | Warner Park Stadium, Basseterre Scheidsrechter: Neressa Goldson |

|                             |                                                          |                                  |           |                                                            |
| 12 april 2022 19:00 (UTC−6) | Costa Rica                                               | 5 – 0                            | Guatemala | Estadio Nacional, San José Scheidsrechter: Odette Hamilton |
| 12 april 2022 19:00 (UTC−6) | P. Chinchilla 5', 64' Salas 29' Granados 52' S. Cruz 85' | Verslag (FIFA) Report (CONCACAF) |           | Estadio Nacional, San José Scheidsrechter: Odette Hamilton |

### Groep C
| Pos | Team                   | Wed | W | G | V | Ptn | DV | DT | +/− | Kwalificatie                    |       | Vlag van Jamaica | Vlag van Dominicaanse Republiek | Vlag van Bermuda | Vlag van Kaaimaneilanden | Vlag van Grenada |
| --- | ---------------------- | --- | - | - | - | --- | -- | -- | --- | ------------------------------- | ----- | ---------------- | ------------------------------- | ---------------- | ------------------------ | ---------------- |
| 1   | Jamaica                | 4   | 4 | 0 | 0 | 12  | 24 | 2  | +22 | Geplaatst voor het eindtoernooi |       |                  | 5 – 1                           | 4 – 0            |                          |                  |
| 2   | Dominicaanse Republiek | 4   | 3 | 0 | 1 | 9   | 15 | 5  | +10 |                                 |       |                  |                                 | 1 – 0            |                          | 9 – 0            |
| 3   | Bermuda                | 4   | 2 | 0 | 2 | 6   | 12 | 5  | +7  |                                 |       |                  |                                 | 6 – 0            | 6 – 0                    |                  |
| 4   | Kaaimaneilanden        | 4   | 1 | 0 | 3 | 3   | 2  | 19 | −17 |                                 | 0 – 9 | 0 – 4            |                                 |                  |                          |                  |
| 5   | Grenada                | 4   | 0 | 0 | 4 | 0   | 1  | 23 | −22 |                                 | 1 – 6 |                  |                                 | 0 – 2            |                          |                  |

|                                |                                                                            |                                   |         |                                                                              |
| 16 februari 2022 19:00 (UTC−4) | Dominicaanse Republiek                                                     | 9 – 0                             | Grenada | Estadio Olímpico Félix Sánchez, Santo Domingo Scheidsrechter: Tatiana Guzmán |
| 16 februari 2022 19:00 (UTC−4) | Oviedo 4', 12', 52' Heyaime 6' Lareo 9', 68' Kara 49' Santa 81' Vargas 86' | Verslag (FIFA) Verslag (CONCACAF) |         | Estadio Olímpico Félix Sánchez, Santo Domingo Scheidsrechter: Tatiana Guzmán |

|                                |                                      |                                   |         |                                                            |
| 17 februari 2022 19:00 (UTC−5) | Jamaica                              | 4 – 0                             | Bermuda | Independence Park, Kingston Scheidsrechter: Astrid Gramajo |
| 17 februari 2022 19:00 (UTC−5) | Brown 21' Carter 30' Shaw 80', 90+3' | Verslag (FIFA) Verslag (CONCACAF) |         | Independence Park, Kingston Scheidsrechter: Astrid Gramajo |

|                                |                 |                                   |                                                    |                                                                       |
| 19 februari 2022 15:00 (UTC−5) | Kaaimaneilanden | 0 – 4                             | Dominicaanse Republiek                             | Truman Boddensportcomplex, George Town Scheidsrechter: Crystal Sobers |
| 19 februari 2022 15:00 (UTC−5) | Phillips 21'    | Verslag (FIFA) Verslag (CONCACAF) | 21' (pen.) Lareo 40' Oviedo 66' Santa 74' Dionicio | Truman Boddensportcomplex, George Town Scheidsrechter: Crystal Sobers |

|                                |           |                                   |                                                      |                                                                                   |
| 20 februari 2022 17:00 (UTC−4) | Grenada   | 1 – 6                             | Jamaica                                              | Kirani James Atletiekstadion, Saint George's Scheidsrechter: Priscila Pérez Borja |
| 20 februari 2022 17:00 (UTC−4) | Frank 52' | Verslag (FIFA) Verslag (CONCACAF) | 28' Cameron 42', 55' Brown 45+5', 90' Shaw 73' Keene | Kirani James Atletiekstadion, Saint George's Scheidsrechter: Priscila Pérez Borja |

|                                |                                                      |                                   |                 |                                                                        |
| 22 februari 2022 19:00 (UTC−5) | Bermuda                                              | 6 – 0                             | Kaaimaneilanden | IMG Academy, Bradenton (Verenigde Staten) Scheidsrechter: Cecile Hinds |
| 22 februari 2022 19:00 (UTC−5) | Nesbeth 8', 90+3' Christopher 25', 40', 55' Dill 66' | Verslag (FIFA) Verslag (CONCACAF) |                 | IMG Academy, Bradenton (Verenigde Staten) Scheidsrechter: Cecile Hinds |

|                            |            |                                   |                                    |                                                                         |
| 6 april 2022 17:00 (UTC−4) | Grenada    | 0 – 2                             | Kaaimaneilanden                    | Kirani James Atletiekstadion, Saint George's Scheidsrechter: Tori Penso |
| 6 april 2022 17:00 (UTC−4) | Noel 45+1' | Verslag (FIFA) Verslag (CONCACAF) | 45+1' Nelson 53' Windsor 86' Godet | Kirani James Atletiekstadion, Saint George's Scheidsrechter: Tori Penso |

|                            |                        |                                   |         |                                                                                  |
| 8 april 2022 19:00 (UTC−4) | Dominicaanse Republiek | 1 – 0                             | Bermuda | Estadio Olímpico Félix Sánchez, Santo Domingo Scheidsrechter: Smeedly Saint-Jean |
| 8 april 2022 19:00 (UTC−4) | Kara 87'               | Verslag (FIFA) Verslag (CONCACAF) |         | Estadio Olímpico Félix Sánchez, Santo Domingo Scheidsrechter: Smeedly Saint-Jean |

|                            |                 |                                   |                                                                                |                                                                       |
| 9 april 2022 19:00 (UTC−5) | Kaaimaneilanden | 0 – 9                             | Jamaica                                                                        | Truman Boddensportcomplex, George Town Scheidsrechter: Melissa Borjas |
| 9 april 2022 19:00 (UTC−5) |                 | Verslag (FIFA) Verslag (CONCACAF) | 7', 16', 17' Carter 12' (e.d.) Phillips 14' Brown 54', 56', 65' Shaw 88' McCoy | Truman Boddensportcomplex, George Town Scheidsrechter: Melissa Borjas |

|                             |                                                                    |                                   |         |                                                                                 |
| 12 april 2022 19:00 (UTC−3) | Bermuda                                                            | 6 – 0                             | Grenada | Dame Flora Duffy National Sports Centre, Hamilton Scheidsrechter: Lizzet García |
| 12 april 2022 19:00 (UTC−3) | Nesbeth 10', 56', 73' (pen.) Christopher 23' (pen.), 88' Davis 78' | Verslag (FIFA) Verslag (CONCACAF) |         | Dame Flora Duffy National Sports Centre, Hamilton Scheidsrechter: Lizzet García |

|                             |                                                  |                                   |                        |                                                      |
| 12 april 2022 18:00 (UTC−5) | Jamaica                                          | 5 – 1                             | Dominicaanse Republiek | Sabina Park, Kingston Scheidsrechter: Tatiana Guzmán |
| 12 april 2022 18:00 (UTC−5) | Brown 16' Carter 40' Cameron 60' Shaw 79', 90+3' | Verslag (FIFA) Verslag (CONCACAF) | 24' González           | Sabina Park, Kingston Scheidsrechter: Tatiana Guzmán |

### Groep D
| Pos | Team        | Wed | W | G | V | Ptn | DV | DT | +/− | Kwalificatie                    |       | Vlag van Panama | Vlag van El Salvador | Vlag van Belize | Vlag van Barbados | Vlag van Aruba |
| --- | ----------- | --- | - | - | - | --- | -- | -- | --- | ------------------------------- | ----- | --------------- | -------------------- | --------------- | ----------------- | -------------- |
| 1   | Panama      | 4   | 4 | 0 | 0 | 12  | 24 | 0  | +24 | Geplaatst voor het eindtoernooi |       |                 | 2 – 0                |                 | 5 – 0             |                |
| 2   | El Salvador | 4   | 3 | 0 | 1 | 9   | 15 | 3  | +12 |                                 |       |                 |                      | 6 – 0           | 2 – 0             |                |
| 3   | Belize      | 4   | 1 | 1 | 2 | 4   | 4  | 15 | −11 |                                 | 0 – 8 |                 |                      |                 | 1 – 1             |                |
| 4   | Barbados    | 4   | 1 | 0 | 3 | 3   | 3  | 11 | −8  |                                 |       |                 | 0 – 3                |                 | 3 – 1             |                |
| 5   | Aruba       | 4   | 0 | 1 | 3 | 1   | 3  | 20 | −17 |                                 | 0 – 9 | 1 – 7           |                      |                 |                   |                |

|                                |                                                           |                                   |        |                                                               |
| 16 februari 2022 15:30 (UTC−6) | El Salvador                                               | 6 – 0                             | Belize | Estadio Cuscatlán, San Salvador Scheidsrechter: Natalie Simon |
| 16 februari 2022 15:30 (UTC−6) | López 4' Rodríguez 23', 45+1', 67' Cerén 55' K. Reyes 75' | Verslag (FIFA) Verslag (CONCACAF) |        | Estadio Cuscatlán, San Salvador Scheidsrechter: Natalie Simon |

|                                |                                                                      |                                   |                                  |                                                                      |
| 17 februari 2022 20:00 (UTC−5) | Panama                                                               | 5 – 0                             | Barbados                         | Estadio Rommel Fernández, Panama-Stad Scheidsrechter: Melissa Borjas |
| 17 februari 2022 20:00 (UTC−5) | Pinzón 41' (pen.) Riley 45+1', 47' Batista 84' (pen.) Castillo 90+5' | Verslag (FIFA) Verslag (CONCACAF) | 24', 70' Yard 36', 90+5' Johnson | Estadio Rommel Fernández, Panama-Stad Scheidsrechter: Melissa Borjas |

|                                |             |                                   |                                                                              |                                                                                             |
| 19 februari 2022 18:30 (UTC−4) | Aruba       | 1 – 7                             | El Salvador                                                                  | Estadio Panamericano, San Cristóbal (Dominicaanse Republiek) Scheidsrechter: Marjorie Ponce |
| 19 februari 2022 18:30 (UTC−4) | Herasme 90' | Verslag (FIFA) Verslag (CONCACAF) | 56' Cerén 65', 66', 90+3' López 70' Sánchez 80' García 90+2' (pen.) K. Reyes | Estadio Panamericano, San Cristóbal (Dominicaanse Republiek) Scheidsrechter: Marjorie Ponce |

|                                |        |                                   |                                                                                      |                                                                               |
| 20 februari 2022 15:00 (UTC−6) | Belize | 0 – 8                             | Panama                                                                               | Estadio Cuscatlán, San Salvador (El Salvador) Scheidsrechter: Neressa Goldson |
| 20 februari 2022 15:00 (UTC−6) |        | Verslag (FIFA) Verslag (CONCACAF) | 11' (pen.) Pinzón 16', 71' Mills 25' (pen.), 36', 86' Cedeño 45' De León 52' Fuentes | Estadio Cuscatlán, San Salvador (El Salvador) Scheidsrechter: Neressa Goldson |

|                                |                                                         |                                   |             |                                                                                                  |
| 22 februari 2022 19:00 (UTC−4) | Barbados                                                | 3 – 1                             | Aruba       | Estadio Panamericano, San Cristóbal (Dominicaanse Republiek) Scheidsrechter: Carly Shaw-MacLaren |
| 22 februari 2022 19:00 (UTC−4) | Toppin-Herbert 4' Cyrus 34' (pen.) Burnett-Griffith 90' | Verslag (FIFA) Verslag (CONCACAF) | 68' Susanna | Estadio Panamericano, San Cristóbal (Dominicaanse Republiek) Scheidsrechter: Carly Shaw-MacLaren |

|                            |                   |                                   |                    |                                                 |
| 6 april 2022 16:00 (UTC−6) | Belize            | 1 – 1                             | Aruba              | FFB Field, Belmopan Scheidsrechter: Merlin Soto |
| 6 april 2022 16:00 (UTC−6) | Bowden 33' (pen.) | Verslag (FIFA) Verslag (CONCACAF) | 24' (pen.) Susanna | FFB Field, Belmopan Scheidsrechter: Merlin Soto |

|                            |                          |                                   |          |                                                                  |
| 8 april 2022 15:30 (UTC−6) | El Salvador              | 2 – 0                             | Barbados | Estadio Cuscatlán, San Salvador Scheidsrechter: Saphire Stockman |
| 8 april 2022 15:30 (UTC−6) | López 1' Yard 16' (e.d.) | Verslag (FIFA) Verslag (CONCACAF) |          | Estadio Cuscatlán, San Salvador Scheidsrechter: Saphire Stockman |

|                            |       |                                   |                                                                                          |                                                                |
| 9 april 2022 16:00 (UTC−6) | Aruba | 0 – 9                             | Panama                                                                                   | FFB Field, Belmopan (Belize) Scheidsrechter: Diana Pérez Borja |
| 9 april 2022 16:00 (UTC−6) |       | Verslag (FIFA) Verslag (CONCACAF) | 8', 19', 45' Batista 30' Riley 34' Rangel 44' (pen.), 64' Cox 55' Hernández 68' Leonards | FFB Field, Belmopan (Belize) Scheidsrechter: Diana Pérez Borja |

|                             |                    |                                   |                                         |                                                                          |
| 12 april 2022 15:30 (UTC−6) | Barbados           | 0 – 3                             | Belize                                  | Estadio Cuscatlán, San Salvador (El Salvador) Scheidsrechter: Tori Penso |
| 12 april 2022 15:30 (UTC−6) | Alleyne 46', 90+5' | Verslag (FIFA) Verslag (CONCACAF) | 4' Chacon 38' Casimiro 55', 90+4' Brown | Estadio Cuscatlán, San Salvador (El Salvador) Scheidsrechter: Tori Penso |

|                             |                       |                                   |             |                                                                          |
| 12 april 2022 20:00 (UTC−5) | Panama                | 2 – 0                             | El Salvador | Estadio Rommel Fernández, Panama-Stad Scheidsrechter: Ekaterina Koroleva |
| 12 april 2022 20:00 (UTC−5) | De León 65' Riley 78' | Verslag (FIFA) Verslag (CONCACAF) |             | Estadio Rommel Fernández, Panama-Stad Scheidsrechter: Ekaterina Koroleva |

### Groep E
| Pos | Team                           | Wed | W | G | V | Ptn | DV | DT | +/− | Kwalificatie                    |        | Vlag van Haïti | Vlag van Cuba | Vlag van Honduras | Vlag van Saint Vincent en de Grenadines | Vlag van Britse Maagdeneilanden |
| --- | ------------------------------ | --- | - | - | - | --- | -- | -- | --- | ------------------------------- | ------ | -------------- | ------------- | ----------------- | --------------------------------------- | ------------------------------- |
| 1   | Haïti                          | 4   | 4 | 0 | 0 | 12  | 44 | 0  | +44 | Geplaatst voor het eindtoernooi |        |                | 6 – 0         | 6 – 0             |                                         |                                 |
| 2   | Cuba                           | 4   | 2 | 1 | 1 | 7   | 17 | 6  | +11 |                                 |        |                |               | 0 – 0             | 3 – 0                                   |                                 |
| 3   | Honduras                       | 4   | 2 | 1 | 1 | 7   | 6  | 7  | −1  |                                 |        |                |               | 2 – 1             | 4 – 0                                   |                                 |
| 4   | Saint Vincent en de Grenadines | 4   | 1 | 0 | 3 | 3   | 6  | 17 | −11 |                                 | 0 – 11 |                |               |                   | 5 – 1                                   |                                 |
| 5   | Britse Maagdeneilanden         | 4   | 0 | 0 | 4 | 0   | 1  | 44 | −43 |                                 | 0 – 21 | 0 – 14         |               |                   |                                         |                                 |

|                                |                               |                                   |                                |                                                                            |
| 16 februari 2022 15:00 (UTC−5) | Cuba                          | 3 – 0                             | Saint Vincent en de Grenadines | Estadio Antonio Maceo, Santiago de Cuba Scheidsrechter: Smeedly Saint-Jean |
| 16 februari 2022 15:00 (UTC−5) | Lee 19' Moreno 35' Peláez 74' | Verslag (FIFA) Verslag (CONCACAF) |                                | Estadio Antonio Maceo, Santiago de Cuba Scheidsrechter: Smeedly Saint-Jean |

|                                |                                                                          |                                   |          | |
| 17 februari 2022 17:00 (UTC−4) | Haïti                                                                    | 6 – 0                             | Honduras | Estadio Olímpico Félix Sánchez, Santo Domingo (Dominicaanse Republiek) Scheidsrechter: Danielle Chesky |
| 17 februari 2022 17:00 (UTC−4) | Surpris 15' K. Louis 20' B. Louis 33' (pen.), 50' Borgella 42' Jeudy 56' | Verslag (FIFA) Verslag (CONCACAF) |          | Estadio Olímpico Félix Sánchez, Santo Domingo (Dominicaanse Republiek) Scheidsrechter: Danielle Chesky |

|                                |                        |                                   | |                                                                                       |
| 19 februari 2022 15:30 (UTC−6) | Britse Maagdeneilanden | 0 – 14                            | Cuba                                                                                                   | Estadio Francisco Morazán, San Pedro Sula (Honduras) Scheidsrechter: Miranada Cibeles |
| 19 februari 2022 15:30 (UTC−6) |                        | Verslag (FIFA) Verslag (CONCACAF) | 10', 23', 45' Peláez 26', 32', 39', 56', 63', 83' Lee 57', 79' Valdez 68' M. Pérez 77' Palma 87' Núñez | Estadio Francisco Morazán, San Pedro Sula (Honduras) Scheidsrechter: Miranada Cibeles |

|                                |                                |                                   | |                                                                                |
| 20 februari 2022 15:00 (UTC−5) | Saint Vincent en de Grenadines | 0 – 11                            | Haïti | Estadio Antonio Maceo, Santiago de Cuba (Cuba) Scheidsrechter: Suleimy Linares |
| 20 februari 2022 15:00 (UTC−5) |                                | Verslag (FIFA) Verslag (CONCACAF) | 20', 51', 76', 90' Borgella 22' Jeudy 34' (pen.) K. Louis 44', 65' Pierre-Jerome 61' Moryl 80' Surpris 81' Éloissaint | Estadio Antonio Maceo, Santiago de Cuba (Cuba) Scheidsrechter: Suleimy Linares |

|                                |                                            |                                   |                        |                                                                         |
| 22 februari 2022 15:30 (UTC−6) | Honduras                                   | 4 – 0                             | Britse Maagdeneilanden | Estadio Francisco Morazán, San Pedro Sula Scheidsrechter: Lizzet García |
| 22 februari 2022 15:30 (UTC−6) | Díaz 27' Moncada 47' Haylock 75' López 77' | Verslag (FIFA) Verslag (CONCACAF) |                        | Estadio Francisco Morazán, San Pedro Sula Scheidsrechter: Lizzet García |

|                            |                                                                     |                                   |                                         |                                                              |
| 6 april 2022 15:00 (UTC−4) | Saint Vincent en de Grenadines                                      | 5 – 1                             | Britse Maagdeneilanden                  | Arnos Valestadion, Arnos Vale Scheidsrechter: Crystal Sobers |
| 6 april 2022 15:00 (UTC−4) | A. Richards 7' Hooper 14' Wyllie 33' Delpeche 66' K. Richards 90+3' | Verslag (FIFA) Verslag (CONCACAF) | 61' (e.d.) K. Richards 21', 89' La Vern | Arnos Valestadion, Arnos Vale Scheidsrechter: Crystal Sobers |

|                            |                                   |       |          |                                                                         |
| 8 april 2022 15:00 (UTC−5) | Cuba                              | 0 – 0 | Honduras | Estadio Antonio Maceo, Santiago de Cuba Scheidsrechter: Karen Hernández |
| 8 april 2022 15:00 (UTC−5) | Verslag (FIFA) Verslag (CONCACAF) |       |          | Estadio Antonio Maceo, Santiago de Cuba Scheidsrechter: Karen Hernández |

|                            |                        |                                   | |                                                                             |
| 9 april 2022 16:00 (UTC−4) | Britse Maagdeneilanden | 0 – 21                            | Haïti | A. O. Shirley Recreation Ground, Road Town Scheidsrechter: Mayary Cartagena |
| 9 april 2022 16:00 (UTC−4) |                        | Verslag (FIFA) Verslag (CONCACAF) | 4', 21', 22', 45' Borgella 6' Etienne 8' (e.d.) Lewis 11', 32' Dumornay 33', 39', 42', 58', 89' B. Louis 51' Mondésir 63', 79' Éloissant 75' Jeudy 77' (pen.) K. Louis 84', 87', 90' Saint-Félix | A. O. Shirley Recreation Ground, Road Town Scheidsrechter: Mayary Cartagena |

|                             |                               |                                   |                                |                                                                           |
| 12 april 2022 15:30 (UTC−6) | Honduras                      | 2 – 1                             | Saint Vincent en de Grenadines | Estadio Francisco Morazán, San Pedro Sula Scheidsrechter: Myriam Marcotte |
| 12 april 2022 15:30 (UTC−6) | Haylock 26' García 53' (pen.) | Verslag (FIFA) Verslag (CONCACAF) | 45+2' Creese                   | Estadio Francisco Morazán, San Pedro Sula Scheidsrechter: Myriam Marcotte |

|                             |                                                                                |                                   |      | |
| 12 april 2022 18:00 (UTC−4) | Haïti                                                                          | 6 – 0                             | Cuba | Estadio Olímpico Félix Sánchez, Santo Domingo (Dominicaanse Republiek) Scheidsrechter: Katia García |
| 12 april 2022 18:00 (UTC−4) | Mondésir 23' Borgella 53' (pen.), 74' Dumornay 64' B. Louis 72' Mena 88' (e.d) | Verslag (FIFA) Verslag (CONCACAF) |      | Estadio Olímpico Félix Sánchez, Santo Domingo (Dominicaanse Republiek) Scheidsrechter: Katia García |

### Groep F
| Pos | Team                     | Wed | W | G | V | Ptn | DV | DT | +/− | Kwalificatie                    |        | Vlag van Trinidad en Tobago | Vlag van Guyana | Vlag van Nicaragua | Vlag van Dominica | Vlag van Turks- en Caicoseilanden |
| --- | ------------------------ | --- | - | - | - | --- | -- | -- | --- | ------------------------------- | ------ | --------------------------- | --------------- | ------------------ | ----------------- | --------------------------------- |
| 1   | Trinidad en Tobago       | 4   | 3 | 1 | 0 | 10  | 20 | 3  | +17 | Geplaatst voor het eindtoernooi |        |                             | 2 – 2           | 2 – 1              |                   |                                   |
| 2   | Guyana                   | 4   | 2 | 2 | 0 | 8   | 13 | 2  | +11 |                                 |        |                             |                 | 0 – 0              | 4 – 0             |                                   |
| 3   | Nicaragua                | 4   | 2 | 1 | 1 | 7   | 30 | 2  | +28 |                                 |        |                             |                 | 10 – 0             | 19 – 0            |                                   |
| 4   | Dominica                 | 4   | 1 | 0 | 3 | 3   | 8  | 17 | −9  |                                 | 0 – 2  |                             |                 |                    | 8 – 1             |                                   |
| 5   | Turks- en Caicoseilanden | 4   | 0 | 0 | 4 | 0   | 1  | 48 | −47 |                                 | 0 – 13 | 0 – 7                       |                 |                    |                   |                                   |

|                                |                                                                 |                                   |          |                                                                          |
| 16 februari 2022 20:00 (UTC−4) | Guyana                                                          | 4 – 0                             | Dominica | Synthetic Track and Field Facility, Leonora Scheidsrechter: Katia García |
| 16 februari 2022 20:00 (UTC−4) | Alfred 17' Vincent 26' Scott 27' Cummings 35' Stoute 63' (e.d.) | Verslag (FIFA) Verslag (CONCACAF) |          | Synthetic Track and Field Facility, Leonora Scheidsrechter: Katia García |

|                                |                                           |                                   |                 |                                                                     |
| 17 februari 2022 15:00 (UTC−4) | Trinidad en Tobago                        | 2 – 1                             | Nicaragua       | Hasely Crawfordstadion, Port of Spain Scheidsrechter: Lizzet García |
| 17 februari 2022 15:00 (UTC−4) | James 17' Johnson 15', 44' Ka. Forbes 64' | Verslag (FIFA) Verslag (CONCACAF) | 90+5' Y. Flores | Hasely Crawfordstadion, Port of Spain Scheidsrechter: Lizzet García |

|                                |                          |                                   |                                                             |                                                                        |
| 19 februari 2022 19:00 (UTC−5) | Turks- en Caicoseilanden | 0 – 7                             | Guyana                                                      | TCIFA National Academy, Providenciales Scheidsrechter: Karen Hernández |
| 19 februari 2022 19:00 (UTC−5) |                          | Verslag (FIFA) Verslag (CONCACAF) | 10', 40' Hazlewood 30', 72' Baptiste 48', 61', 84' El-Masri | TCIFA National Academy, Providenciales Scheidsrechter: Karen Hernández |

|                                |          |                                   |                       |                                                                                       |
| 20 februari 2022 17:00 (UTC−4) | Dominica | 0 – 2                             | Trinidad en Tobago    | Synthetic Track and Field Facility, Leonora (Guyana) Scheidsrechter: Mayary Cartagena |
| 20 februari 2022 17:00 (UTC−4) |          | Verslag (FIFA) Verslag (CONCACAF) | 31' James 58' Serrant | Synthetic Track and Field Facility, Leonora (Guyana) Scheidsrechter: Mayary Cartagena |

|                                | |                                   |                          |                                                                    |
| 22 februari 2022 19:00 (UTC−6) | Nicaragua | 19 – 0                            | Turks- en Caicoseilanden | Estadio Nacional de Fútbol, Managua Scheidsrechter: Annays Rosario |
| 22 februari 2022 19:00 (UTC−6) | Aguirre 7' Pérez 13', 45' Y. Flores 17', 25', 47', 55', 64', 66' Humphreys 33' Rivera 39' Moreno 50' Orellana 51' S. Flores 57' Márquez 71' N. Silva 76' Hernández 79' Gilday 90', 90+1' | Verslag (FIFA) Verslag (CONCACAF) |                          | Estadio Nacional de Fútbol, Managua Scheidsrechter: Annays Rosario |

|                            |                                                                                     |                                   |                          |                                                     |
| 6 april 2022 15:00 (UTC−4) | Dominica                                                                            | 8 – 1                             | Turks- en Caicoseilanden | Windsor Park, Roseau Scheidsrechter: Astrid Gramajo |
| 6 april 2022 15:00 (UTC−4) | K. Samuel 11' Humphreys 32', 46', 48' S. Finn 33', 40' Bertrand 84' Riah Philip 90' | Verslag (FIFA) Verslag (CONCACAF) | 45+2' Delphin            | Windsor Park, Roseau Scheidsrechter: Astrid Gramajo |

|                            |                                   |       |           |                                                                            |
| 8 april 2022 20:00 (UTC−4) | Guyana                            | 0 – 0 | Nicaragua | Synthetic Track and Field Facility, Leonora Scheidsrechter: Sandra Benítez |
| 8 april 2022 20:00 (UTC−4) | Verslag (FIFA) Verslag (CONCACAF) |       |           | Synthetic Track and Field Facility, Leonora Scheidsrechter: Sandra Benítez |

|                            |                          |                                   | |                                                                       |
| 9 april 2022 15:30 (UTC−5) | Turks- en Caicoseilanden | 0 – 13                            | Trinidad en Tobago | TCIFA National Academy, Providenciales Scheidsrechter: Annays Rosario |
| 9 april 2022 15:30 (UTC−5) |                          | Verslag (FIFA) Verslag (CONCACAF) | 6', 17', 82' Ralph 14' Hutchinson 33', 45' Ka. Forbes 35' Stoute 41' Hinds 49', 55', 66' Matouk 72' (pen.) Campbell 75' Serrant | TCIFA National Academy, Providenciales Scheidsrechter: Annays Rosario |

|                             |                                 |                                   |                   |                                                               |
| 12 april 2022 18:00 (UTC−4) | Trinidad en Tobago              | 2 – 2                             | Guyana            | Dwight Yorkestadion, Bacolet Scheidsrechter: Francia González |
| 12 april 2022 18:00 (UTC−4) | James 48' (pen.) Hutchinson 90' | Verslag (FIFA) Verslag (CONCACAF) | 45', 82' Cummings | Dwight Yorkestadion, Bacolet Scheidsrechter: Francia González |

|                             | |                                   |          |                                                                    |
| 12 april 2022 18:00 (UTC−6) | Nicaragua                                                                                               | 10 – 0                            | Dominica | Estadio Nacional de Fútbol, Managua Scheidsrechter: Karitza Guerra |
| 12 april 2022 18:00 (UTC−6) | Y. Flores 2', 19', 31', 53' Rivera 14' Gilday 25' Hernández 49' N. Silva 58' Humphreys 71' M. Silva 87' | Verslag (FIFA) Verslag (CONCACAF) |          | Estadio Nacional de Fútbol, Managua Scheidsrechter: Karitza Guerra |

## Doelpuntenmakers
11 doelpunten
- Roselord Borgella
- Yessenia Flores

9 doelpunten
- Khadija Shaw

8 doelpunten
- Batcheba Louis

7 doelpunten
- Yeranis Lee

6 doelpunten
- Raquel Rodríguez
- Katty Martínez

5 doelpunten
- LeiLanni Nesbeth
- Nia Christopher
- Yoselyn López
- Jody Brown
- Trudi Carter
- Alicia Cervantes
- Karina Socarrás

4 doelpunten
- Priscila Chinchilla
- Rachel Peláez
- Alyssa Oviedo
- Melchie Dumornay
- Roseline Éloissant
- Stephany Mayor
- Laurie Batista
- Karla Riley
- Ravalcheny van Ommeren

3 doelpunten
- Starr Humphreys
- Manuela Lareo
- Mara Rodríguez
- Andrea Álvarez
- María Monterroso
- Sydney Cummings
- Mariam El-Masri
- Kethna Louis
- Mikerline Saint-Félix
- Maricarmen Reyes
- Diana Ordóñez
- Jaclyn Gilday
- Lineth Cedeño
- Nickolette Driesse
- Phoenetia Browne
- Jahzara Claxton
- Karyn Forbes
- Asha James
- Chelcy Ralph

2 doelpunten
- Kai Jacobs
- Vanessa Susanna
- Jayda Brown
- Katherine Alvarado
- Mariana Benavides
- Carolina Venegas
- Eliane Valdez
- Sari Finn
- Winifer Santa
- Vanessa Kara
- Brenda Cerén
- Karen Reyes
- Celsa Cruz
- Leslie Ramírez
- Aisha Solórzano
- Hannah Baptiste
- Cameo Hazlewood
- Sherly Jeudy
- Nérilia Mondésir
- Milan Pierre-Jerome
- Chelsea Surpris
- Kendra Haylock
- Tiffany Cameron
- Rebeca Bernal
- Myra Delgadillo
- Carolina Jaramillo
- Lizbeth Ovalle
- Reyna Hernández
- Yorcelly Humphreys
- Kesly Pérez
- Lilieth Rivera
- Nathaly Silva
- Marta Cox
- Yerenis De León
- Natalia Mills
- Yomira Pinzón
- Laura Suárez
- Cristina Torres
- Brittney Lawrence
- Ellie Stokes
- Andaya Lantveld
- Raenah Campbell
- Lauryn Hutchinson
- Maya Matouk
- Maria-Frances Serrant

1 doelpunt
- Kiomy Luperon Herasme
- Mikhaila Bowden
- Shendra Casimiro
- Cheyanna Burnett-Griffith
- Rianna Cyrus
- Soraya Toppin-Herbert
- Victoria Davis
- Keunna Dill
- Shirley Cruz
- Cristin Granados
- Melissa Herrera
- María Salas
- Fabiola Villalobos
- Gloriana Villalobos
- Laura Moreno
- Eunises Núñez
- Yerly Palma
- María Pérez
- Taïsha Hansen
- Riesmarly Tokaay
- Kylee Bertrand
- Briyanna Philip
- Kasika Samuel
- Giovanna Dionicio
- Kathrynn González
- Daphne Heyaime
- Angelina Vargas
- Victoria Sánchez
- Stephanie García
- Roneisha Frank
- Gloria Aguilar
- María Contreras
- Vivian Herrera
- Elisa Texaj
- Shanice Alfred
- Annalisa Vincent
- Danielle Étienne
- Maudeline Moryl
- Kimberly Díaz
- Gabriela García
- Kimberly López
- Linda Moncada
- Alika Keene
- Kayla McCoy
- Shayana Windsor
- Neesah Godet
- Diana García
- Casandra Montero
- Jimena López
- María Sánchez
- Jansy Aguirre
- Sheyla Flores
- Nuria Márquez
- Lisbeth Moreno
- Natalie Orellana
- Martha Silva
- Katherine Castillo
- Yeisi Fuentes
- Érika Hernández
- Gabriela Leonards
- Kenia Rangel
- Jill Aguilera
- Iyanla Bailey-Williams
- Caroline Springer
- Cloey Uddenberg
- Denella Creese
- Dionte Delpeche
- Areka Hooper
- Annesta Richards
- Kitanna Richards
- Kristiane Wyllie
- Amy Banarsie
- Rowena Ondaan
- Katoucha Patra
- Naomi Pique
- Liana Hinds
- Cecily Stoute
- Kadine Delphin

1 eigen doelpunt
- Ianisha Carty (tegen Puerto Rico)
- Shadwa Richardson (tegen Puerto Rico)
- Alyssa Yard (tegen El Salvador)
- Kara Lewis (tegen Haïti)
- Britney Stoute (tegen Guyana)
- Tamoy Phillips (tegen Jamaica)
- Kitanna Richards (tegen de Amerikaanse Maagdeneilanden)
- Rowena Ondaan (tegen Mexico)